# David Aaron Baker
David Aaron Baker (Durham, 14 agosto 1963) è un attore statunitense.

## Filmografia parziale

### Cinema
- Kissing Jessica Stein, regia di Charles Herman-Wurmfeld (2001)
- Kate & Leopold, regia di James Mangold (2001)
- Fuori controllo (Edge of Darkness), regia di Martin Campbell (2010)
- Mai così vicini (And So It Goes), regia di Rob Reiner (2014)
- Irrational Man, regia di Woody Allen (2015)

### Televisione
- Sex and the City – serie TV, episodio 1x06 (1998)
- E.R. - Medici in prima linea (ER) – serie TV, 1 episodio (2006)
- Senza traccia (Without a Trace) - serie TV, episodio 5x02 (2006)
- The Following – serie TV, 1 episodio (2013)
- Madoff, regia di Raymond De Felitta – miniserie TV (2016)
- Evil – serie TV, episodio 3x07 (2022)

## Doppiatori italiani
Nelle versioni in italiano delle opere in cui ha recitato, David Aaron Baker è stato doppiato da:
- Massimo Lodolo in Kissing Jessica Stein, Madoff
- Nino D'Agata in Criminal Minds
- Saverio Indrio in CSI: NY
- Vittorio Guerrieri in E.R. - Medici in prima linea
- Alessandro Rigotti in Law & Order: Criminal Intent
- Massimo Rossi in Fuori controllo
- Francesco Orlando in Anesthesia
- Paolo Maria Scalondro in Person of Interest
- Edoardo Nordio ne La fantastica signora Maisel
- David Chevalier in Blindspot
- Paolo Marchese in Billions (ep. 4x01)
- Antonio Palumbo in Billions (ep. 4x07, 4x11, 5x01)
- Ambrogio Colombo in FBI: Most Wanted
- Gianluca Machelli in Paradise